# جرج یوری رینیچ
 جرج یوری رینیچ (انگلیسی: George Yuri Rainich؛ زاده ۲۵ مارس ۱۸۸۶ درگذشته ۱۰ اکتبر ۱۹۶۸) یک فیزیک‌دان بود.